# Anoplodactylus bruuni
Anoplodactylus bruuni är en havsspindelart som beskrevs av Child, C.A. 1992. Anoplodactylus bruuni ingår i släktet Anoplodactylus och familjen Phoxichilidiidae. Inga underarter finns listade i Catalogue of Life.